# This Is Tom Jones
This Is Tom Jones est une émission de télévision britannique de la chaîne ITV mettant en vedette le chanteur gallois Tom Jones. Diffusé de façon hebdomadaire de 1969 à 1971, pour un total de 65 épisodes en couleur, le programme est exporté aux États-Unis par ITC Entertainment et retransmis sur la chaîne américaine ABC.

## Liste des épisodes
| Numéro de l'épisode | Date de diffusion | Artistes invités                                                                                          |
| ------------------- | ----------------- | --- |
| 1                   | 7 février 1969    | Peter Sellers, Joey Heatherton, Richard Pryor, Mary Hopkin, The Moody Blues                               |
| 2                   | 14 février 1969   | Nancy Wilson, Mireille Mathieu, Davy Jones, Herman's Hermits, Rich Little                                 |
| 3                   | 21 février 1969   | Lynn Redgrave, Sérgio Mendes et Brazil '66, Lulu, Tim Conway, The Bee Gees                                |
| 4                   | 28 février 1969   | Dick Cavett, Terry-Thomas, The 5th Dimension, Sandie Shaw, Julie Driscoll avec Brian Auger et les Trinity |
| 5                   | 7 mars 1969       | Shirley Jones, Dick Cavett, Dusty Springfield, Engelbert Humperdinck, The Foundations                     |
| 6                   | 14 mars 1969      | Paul Anka, Mary Hopkin, Georgia Brown, The Crazy World of Arthur Brown, George Carlin                     |
| 7                   | 21 mars 1969      | Cass Elliot, The Dave Clark Five, Massiel, George Carlin                                                  |
| 8                   | 28 mars 1969      | Chet Atkins, Barbara Eden, Rich Little, Jerry Lee Lewis, Salena Jones                                     |
| 9                   | 4 avril 1969      | Judy Carne, Jo Anne Worley, Millicent Martin, Anita Harris                                                |
| 10                  | 11 avril 1969     | Donovan, Lainie Kazan, Bobby Goldsboro, Jo Anne Worley, Godfrey Cambridge                                 |
| 11                  | 18 avril 1969     | Manitas de Plata, Mireille Mathieu, Pat Paulsen, Fran Jeffries, The Who                                   |
| 12                  | 2 mai 1969        | Pat Paulsen, Stevie Wonder, Shani Wallis, The Hollies                                                     |
| 13                  | 15 mai 1969       | Sonny & Cher, Herman's Hermits, Esther Ofarim, Cleo Laine, Henry Gibson                                   |
| 14                  | 22 mai 1969       | George Burns, John Davidson, Sally Ann Howes                                                              |
| 15                  | 29 mai 1969       | The 5th Dimension, Dick Cavett, Juliet Prowse, Mireille Mathieu                                           |

| Numéro de l'épisode | Date de diffusion | Artistes invités                                                                  |
| ------------------- | ----------------- | --------------------------------------------------------------------------------- |
| 16                  | 25 septembre 1969 | Sammy Davis, Jr., Jo Anne Worley                                                  |
| 17                  | 2 octobre 1969    | Diahann Carroll, Bobby Darin, Blood, Sweat & Tears, David Steinberg               |
| 18                  | 9 octobre 1969    | Tony Bennett, Vikki Carr, The Ace Trucking Company                                |
| 19                  | 16 octobre 1969   | Anthony Newley, Peggy Lipton, Crosby, Stills, Nash and Young, John Byner          |
| 20                  | 23 octobre 1969   | Jose Feliciano, Shelley Berman, Mary Hopkin                                       |
| 21                  | 30 octobre 1969   | Barbara Eden, Wilson Pickett, Hendra & Ullett                                     |
| 22                  | 6 novembre 1969   | Connie Stevens, Matt Monro, The Moody Blues, Shecky Greene                        |
| 23                  | 13 novembre 1969  | Dick Cavett, Charles Aznavour, Cass Elliot, The Hollies                           |
| 24                  | 20 novembre 1969  | Johnny Cash, June Carter, Minnie Pearl, Jeannie C. Riley                          |
| 25                  | 27 novembre 1969  | Claudine Longet, Little Richard, The Ace Trucking Company                         |
| 26                  | 4 décembre 1969   | Glen Campbell, Janis Joplin, The Committee                                        |
| 27                  | 11 décembre 1969  | Joel Grey, Sandi Shaw, The Ace Trucking Company                                   |
| 28                  | 18 décembre 1969  | Liza Minnelli, Frankie Vaughan, Pat Cooper                                        |
| 29                  | 25 décembre 1969  | Judy Collins, David Frye, Millicent Martin, The Welsh Treorchy Male Choir         |
| 30                  | 1er janvier 1970  | Victor Borge, Harry Secombe, Paula Kelly                                          |
| 31                  | 15 janvier 1970   | George Gobel, Shani Wallis, Raphael, The Rascals                                  |
| 32                  | 22 janvier 1970   | Dusty Springfield, Don Ho, Lonnie Donegan, The Ace Trucking Company               |
| 33                  | 29 janvier 1970   | Paul Anka, Joni Mitchell, George Kirby                                            |
| 34                  | 5 février 1970    | Oliver, Nancy Wilson, Phil Harris                                                 |
| 35                  | 12 février 1970   | Robert Goulet, Kenny Rogers and the First Edition, Lulu, The Ace Trucking Company |
| 36                  | 19 février 1970   | Leslie Uggams, Joe Cocker & The Grease Band, Guy Marks                            |
| 37                  | 26 février 1970   | Smokey Robinson & The Miracles, Barbara McNair, Dick Shawn                        |
| 38                  | 5 mars 1970       | Bob Hope, Billy Eckstine, Bobbie Gentry                                           |
| 39                  | 19 mars 1970      | Raquel Welch, Lou Rawls, Roy Clark, The Ace Trucking Company                      |
| 40                  | 26 mars 1970      | Ray Charles, Jane Powell, Robert Klein                                            |
| 41                  | 2 avril 1970      | Sammy Davis, Jr., Fanfare des Welsh Guards                                        |

| Numéro de l'épisode | Date de diffusion | Artistes invités |
| ------------------- | ----------------- | --- |
| 42                  | 25 septembre 1970 | Anne Bancroft, Burt Bacharach, The Ace Trucking Company                                                                |
| 43                  | 2 octobre 1970    | Zero Mostel, Diahann Carroll, The Ace Trucking Company                                                                 |
| 44                  | 9 octobre 1970    | Bob Hope, Aretha Franklin, The Ace Trucking Company                                                                    |
| 45                  | 16 octobre 1970   | Steve Lawrence et Eydie Gorme, José Ferrer, The Ace Trucking Company                                                   |
| 46                  | 23 octobre 1970   | Liza Minnelli, Edward G. Robinson, The Ace Trucking Company                                                            |
| 47                  | 30 octobre 1970   | Glen Campbell, Nancy Sinatra, Jerry Reed, Big Jim Sullivan, The Ace Trucking Company                                   |
| 48                  | 6 novembre 1970   | Perry Como, Debbie Reynolds, The Unusual We, Patti Deutsch, The Ace Trucking Company                                   |
| 49                  | 13 novembre 1970  | The Supremes, Scoey Mitchell, Ray Stevens, The Ace Trucking Company                                                    |
| 50                  | 20 novembre 1970  | Jack Jones, Joey Heatherton, Jerry Reed, Big Jim Sullivan                                                              |
| 51                  | 27 novembre 1970  | Florence Henderson, Harry Secombe, The Ace Trucking Company, Big Jim Sullivan                                          |
| 52                  | 4 décembre 1970   | Nancy Wilson, Buddy Greco, The Ace Trucking Company, Big Jim Sullivan                                                  |
| 53                  | 11 décembre 1970  | George Kirby, Caterina Valente, The Royal Highland Fusiliers, The Ace Trucking Company, Big Jim Sullivan               |
| 54                  | 25 décembre 1970  | Ella Fitzgerald, Rudolf Noureev, Merle Park, The Welsh Treorchy Male Choir, The Ace Trucking Company, Big Jim Sullivan |
| 55                  | 1er janvier 1971  | Shirley Bassey, John Denver, The Ace Trucking Company, Big Jim Sullivan                                                |
| 56                  | 8 janvier 1971    | Phyllis Diller, Lulu, Frankie Vaughan, The Ace Trucking Company, Big Jim Sullivan                                      |
| 57                  | 15 janvier 1971   | Petula Clark, The Ace Trucking Company, Big Jim Sullivan                                                               |